# Casa cu blazoane din Chiojdu
Casa cu blazoane din Chiojdu este un monument istoric aflat pe teritoriul satului Chiojdu, comuna Chiojdu din județul Buzău, România.
Clădirea se află în spatele școlii din sat și datează din secolul al XVIII-lea, fiind reprezentativă pentru un stil arhitectural care a influențat mai multe clădiri din reședința de județ, între care Casa Vergu-Mănăilă și restaurantul Conacul Trandafirilor din Parcul Crâng. Stilul este exemplificat pe bancnota de 10 lei românești. Clădirea, ridicată de boierii Izbășoi în 1760 și restaurată o singură dată de-a lungul existenței ei, a intrat în 2013 în proprietatea Uniunii Arhitecților din România, de la acea dată intrând într-un proiect de restaurare cu fonduri europene, proiect definitivat în 2015, când casa a fost deschisă vizitării, urmând să devină muzeu al artei tradiționale din Munții Buzăului și tabără de vară pentru studenții la arhitectură.